# Elodes minuta
Elodes minuta is een keversoort uit de familie moerasweekschilden (Scirtidae). De wetenschappelijke naam van de soort werd in 1767 gepubliceerd door Carl Linnaeus.